# Qingyang (Chizhou)
Qingyang (en chino, 青阳; pinyin, Qīngyáng, léase Ching-Yang) es un condado bajo la administración directa de la ciudad-prefectura de Chizhou en la provincia Anhui, este de la República Popular China. Se localiza en una zona de valle rodeada por los montes Jiuhua a una altitud media de 20 m s. n. m., donde es bañada por el río Qingtong, un tributario que desemboca a unos 10 km al norte en el Yangtsé. Su área es de 1181 km² ys u población total es de 280 000 (2004).

## Administración
El condado Qingyang se divide en 9 poblados y 2 villas:
- Poblados: Róngchéng, Mùzhèn, Dīngqiáo, Xīnhé, Zhūbèi, Língyáng, Yángtián, Miàoqián y Yǒuhuá.
- Villas: Qiáomù y Wúcūn

- El condado cuenta con una zona especial para fomentar el comercio: Nuevo distrito de Wuxi (五溪新区) .